# Зелёный Гай (Северо-Казахстанская область)
Зелёный Гай (каз. Зеленый Гай) — село в Тайыншинском районе Северо-Казахстанской области Казахстана. Административный центр Зелёногайского сельского округа. Находится примерно в 40 км к востоку-северо-востоку (ENE) от города Тайынша, административного центра района, на высоте 128 метров над уровнем моря. Код КАТО — 596053100.

## История
Село основано в 1936 году для спецпоселенцев из лиц немецкой и польской национальностей, высланных с Волыни.Сначала они жили в землянках.Потом начали строить улицы с домами всего в деревне 12-13 улиц.А также в деревне проживает (проживал) ликвидатор Чернобыльской атомной электро станции.

## Население
В 1999 году численность населения села составляла 1803 человека (883 мужчины и 920 женщин). По данным переписи 2009 года в селе проживало 1484 человека (729 мужчин и 755 женщин).